# Flepe labiodental
Na fonética, o flepe ou tepe labiodental sonoro é um som da fala encontrado principalmente em línguas da África Central, como kera e mangbetu. Também foi relatado na língua austronésica sika. É um dos poucos retalhos não róticos. O som começa com o lábio inferior colocado atrás dos dentes superiores. O lábio inferior é então virado para fora, batendo nos dentes superiores ao passar.

## Símbolo
O símbolo no Alfabeto Fonético Internacional que representa este som é ⟨ⱱ⟩, que se assemelha ao cirílico izhitsa, ⟨ѵ⟩, mas é composto por um V e o gancho indicando que é um flepe ⟨ɾ⟩. Em 2005, a International Phonetic Association, respondendo ao pedido de Kenneth Olson para sua adoção, votou para incluir um símbolo para este som e selecionou av com um gancho de direita, ou seja, uma combinação de ⟨v⟩ + ⟨ɾ⟩ . A partir da versão 5.1.0, o conjunto de caracteres Unicode codifica esse caractere em U+2C71 (ⱱ). Na literatura anterior, é frequentemente transcrito por um v modificado pelo diacrítico extracurto, ⟨v̆⟩, seguindo uma recomendação de 1989 da International Phonetic Association. Outro símbolo histórico para esse som era v com curl ⟨ⱴ⟩, que foi empregado em artigos da School of Oriental and African Studies, de Joseph Greenberg, e outros.

## Características
- Seu modo de articulação é o flepe, o que normalmente significa que é produzida com uma única contração dos músculos para que a língua faça um contato muito breve. Nesse caso, por ser uma consoante não rótica, o retalho é feito com o lábio inferior.
- Seu ponto de articulação é dentário, o que significa que está articulado atrás dos dentes anteriores superiores.
- Sua fonação é sonora, o que significa que as cordas vocais vibram durante a articulação.
- É uma consoante oral, o que significa que o ar só pode escapar pela boca.
- O mecanismo da corrente de ar é pulmonar, o que significa que é articulado empurrando o ar apenas com os pulmões e o diafragma, como na maioria dos sons.

## Ocorrência
O flepe labiodental é encontrado principalmente na África Central, em algumas centenas de línguas encontradas na família chadica (Margi, Tera), ubangiana (Ngbaka, Ma'bo, Sera), mbum (por exemplo, Kare), sudânico central (Mangbetu, Kresh) e bantoide (Ngwe, alguns dialetos Shona). É extremamente raro fora da África, embora tenha sido relatado pela Sika em Flores.
| Língua   | Língua   | Palavra    | AFI        | Significado                                          | Notas |
| -------- | -------- | ---------- | ---------- | ---------------------------------------------------- | --- |
| Bana     | Bana     | [ɡeⱱin]    | [ɡeⱱin]    | Vara de pescar                                       | Principalmente restrito a ideofones e entre vogais centrais altas. Contrasta com /v/.                                                         |
| Kera     | Kera     | [ⱱehti]    | [ⱱehti]    | Empurre sua cabeça para fora de um buraco ou da água | Como a maioria dos itens lexicais são ideofones, não é verdade que o retalho labial foi totalmente incorporado ao sistema fonológico de kera. |
| Mangbetu | Mangbetu | [taⱱa]     | [taⱱa]     | Dez                                                  | |
| Mangbetu | Mangbetu | [neⱱiaⱱia] | [neⱱiaⱱia] | Pássaro negro                                        | |
| Mono     | Mono     | vwa        | [ⱱa]       | Mandar                                               | Contrasta com /v/ e /w/. Com variação livre com o flepe bilabial.                                                                             |
| Sika     | Sika     | [ⱱoti]     | [ⱱoti]     | Eu fico em um poste no chão                          | Contrasta com /v/ e /β/. Pode ser também realizado como [b̪]                                                                                   |

O flepe bilabial é uma variante do retalho labiodental em várias línguas, incluindo Mono. Esse som envolve golpes no lábio superior, e não nos dentes superiores. Os dois sons não contrastam em nenhum idioma; o termo retalho labial pode ser usado como uma descrição mais ampla abrangendo ambos os sons.
Em sika, o flepe é ouvido na pronúncia cuidadosa, mas também pode ser percebido como uma parada labiodental sonora, [b̪], ou uma africada. Ela contrasta com uma fricativa bilabial e labiodental:
| [voti]   | Eu fico com um poste no chão |
| [phati]  | Eu compro                    |
| [phehte] | Eu (inclusivo) compro        |